# アウトノマ (小惑星)
アウトノマ (1465 Autonoma) は、小惑星帯の小惑星。ドイツの天文学者アルノ・ヴァハマンがドイツのベルゲドルフで発見した。
Autonomaはスペイン語で「自治」の意味で、エルサルバドル自治大学 (Universidad Autonoma de El Salvador) に因んで命名された。